# 大阪市中央公會堂
大阪市中央公會堂位於日本大阪府大阪市北區中之島，是由鋼骨、磚、鋼筋混凝土購成的建築。於2002年12月26日成為日本的國指定重要文化財，建築地上3層地下1層，建築面積:2,164.17平方公尺。由股票經紀人岩本榮之助（1877年－1916年）捐獻100萬日元建造，1918年（大正7年）10月竣工，2002年（平成14年）修復。其設計原案是岡田信一郎，實施設計者為辰野片岡建築事務所，施工者則是清水組。鄰近大阪圖書館、大阪市廳舍、日本銀行大阪分行，是大阪市重要行政商業中心。

## 建物概要
- 土地面積：5,641.81平方公里
- 建築面積：2,330.35平方公里（既存2,164.17平方公里 + 増築166.18平方公里）
- 延床面積：9,886.56平方公里（既存8,425.04平方公里+ 増築1,461.52平方公里）
- 樓層規模：地上3階、地下1階
- 構造：既存：鉄骨煉瓦造 + 増築：RC造
- 設計原案：岡田信一郎
- 設計：公会堂建設事務所
- 建築顧問：辰野金吾
- 工事監督：片岡安
- 竣工：1918年
- 修復工程竣工日：2002年

## 外部連結
- 大阪市中央公会堂公式ホームページ （页面存档备份，存于）
- 大阪市：大阪市中央公会堂 （页面存档备份，存于）
- CiNii>大阪市中央公会堂 （页面存档备份，存于）